# Cecropis
Cecropis är släkte i familjen svalor inom ordningen tättingar. Tidigare fördes arterna i Cecropis till släktet Hirundo, men DNA-studier visar att de står närmare hussvalorna i Delichon och urskiljs nu som ett eget släkte. Numera omfattas vanligtvis nio arter som förekommer i södra Europa, Afrika, södra Asien och Sydostasien:
- Mindre strimsvala (C. abyssinica)
- Savannsvala (C. semirufa)
- Större strimsvala (C. cucullata)
- Moskésvala (C. senegalensis)
- Bysvala (C. melanocrissus) – nyligen urskild art, inkorporerar "västafrikansk svala"
- Rostgumpsvala (C. rufula) – tidigare C. daurica
- Ceylonsvala (C. hyperythra)
- Malackasvala (C. badia)
- Tempelsvala (C. daurica) – tidigare C. striolata

Artkomplexet kring rostgumpsvalan har genomgått stora förändringar. Öst- och sydasiatiska bestånd har flyttats till tempelsvalan, medan afrikanska bestånd urskilts som egen art, bysvala. I samband med omstruktureringen flyttades rostgumpsvalans vetenskapliga artepitetet daurica till tempelsvalan (tidigare C. striolata) och ersattes med rufula. Notera att Birdlife Sverige fortfarande behåller den traditionella indelningen.